# Aribe
Aribe (spanisch Arive) ist ein Ort und eine Gemeinde im gemischtsprachigen Teil der Autonomen Gemeinschaft Navarra mit 32 Einwohnern (Stand: 2024).

## Lage
Aribe liegt etwa 35 Kilometer ostnordöstlich von Pamplona am Irati nahe der Grenze zwischen Frankreich und Spanien in einer Höhe von ca. 700 m.

## Sehenswürdigkeiten
- Marienkirche
- Joachimskapelle